# Turul
Turul – mityczny ptak, identyfikowany z rarogiem lub sokołem, który miał przyprowadzić lud Madziarów w miejsce obecnych Węgier. Choć nie jest oficjalnym godłem państwa, stanowi ważny symbol kulturowy Węgrów, szczególnie popularny wśród zwolenników koncepcji tzw. „Wielkich Węgier”, pragnących odtworzenia granic sprzed podpisania traktatu w Trianon.
Według innych interpretacji Turul ma cechy orła i kruka. Jest mitycznym praojcem narodu węgierskiego – świętym ptakiem totemowym Arpadów lub postacią najwyższego boga Istena, mitycznym ojcem Attyli i Almosa.

## Pomniki Turula
Najsłynniejszy pomnik Turula znajduje się na filarze kończącym ozdobne ogrodzenie wschodniego dziedzińca zamku Królewskiego w Budapeszcie. Został wykonany w 1905 roku przez rzeźbiarza Gyulę Donátha. Donáth jest także autorem pomnika Turula stojącego od 1907 roku w Bánhidzie, dzielnicy miejscowości Tatabánya, położonej 60 km na zachód od Budapesztu. Posąg Turula z tego pomnika charakteryzuje się 15-metrową rozpiętością skrzydeł, co czyni go największym w Europie posągiem przedstawiającym ptaka.
W Budapeszcie, oprócz pomnika na terenie zamku Królewskiego, znajduje się jeszcze jeden pomnik Turula, budzący sporo kontrowersji monument w XII dzielnicy (Hegyvidéku), na skrzyżowaniu ulic Istenhegyi i Böszörményi, w pobliżu kościoła Városmajor. Pomnik ten powstał w 2005 roku jako forma upamiętnienia miejscowych ofiar II wojny światowej, z inicjatywy ówczesnego burmistrza Budapesztu, wywodzącego się z prawicowej partii Fidesz Györgyego Mitnyana. Postawienie pomnika odbyło się bez wymaganych zezwoleń lewicowo-liberalnego kierownictwa Budapesztu. Próby działań administracyjnych związanych z usunięciem nielegalnego obiektu budowlanego spotkały się ze sprzeciwem radykalnych i skrajnie prawicowych organizacji politycznych (m.in. partii Jobbik), które wielokrotnie organizowały demonstracje w obronie pomnika. Bronienie pomnika przez organizacje skrajnie prawicowe ma podłoże w znaczeniu Turula jako symbolu kojarzonego z faszystowskim ugrupowaniem strzałokrzyżowców, istniejącego w czasie II wojny światowej. W październiku 2019 roku w czasopiśmie Mozgó Világ ukazał się artykuł opisujący zbrodniczą działalność w ramach ugrupowania strzałokrzyżowców Józsefa Pokorniego, dziadka obecnego (stan na 2023 rok) burmistrza XII dzielnicy Budapesztu z ramienia Fideszu, Zoltána Pokorniego. Okazało się, że jego nazwisko widnieje na pomniku wśród nazwisk ofiar wojny. Pokorni natychmiast zainicjował usunięcie nazwiska swojego przodka ze zbioru nazwisk ofiar na monumencie. W lutym 2021 roku rada XII dzielnicy zdecydowała o zastąpieniu pomnika Turula nowym pomnikiem upamiętniającym II wojnę światową.
Poza Budapesztem i Tatabányą pomniki Turula znajdują się także m.in. w miejscowościach Nagykanizsa, Velence i Nagykáta (pomniki w dwóch ostatnich miejscowościach są tzw. „pomnikami trianońskimi” (węg. Trianon-emlékmű).

### Galeria zdjęć pomników

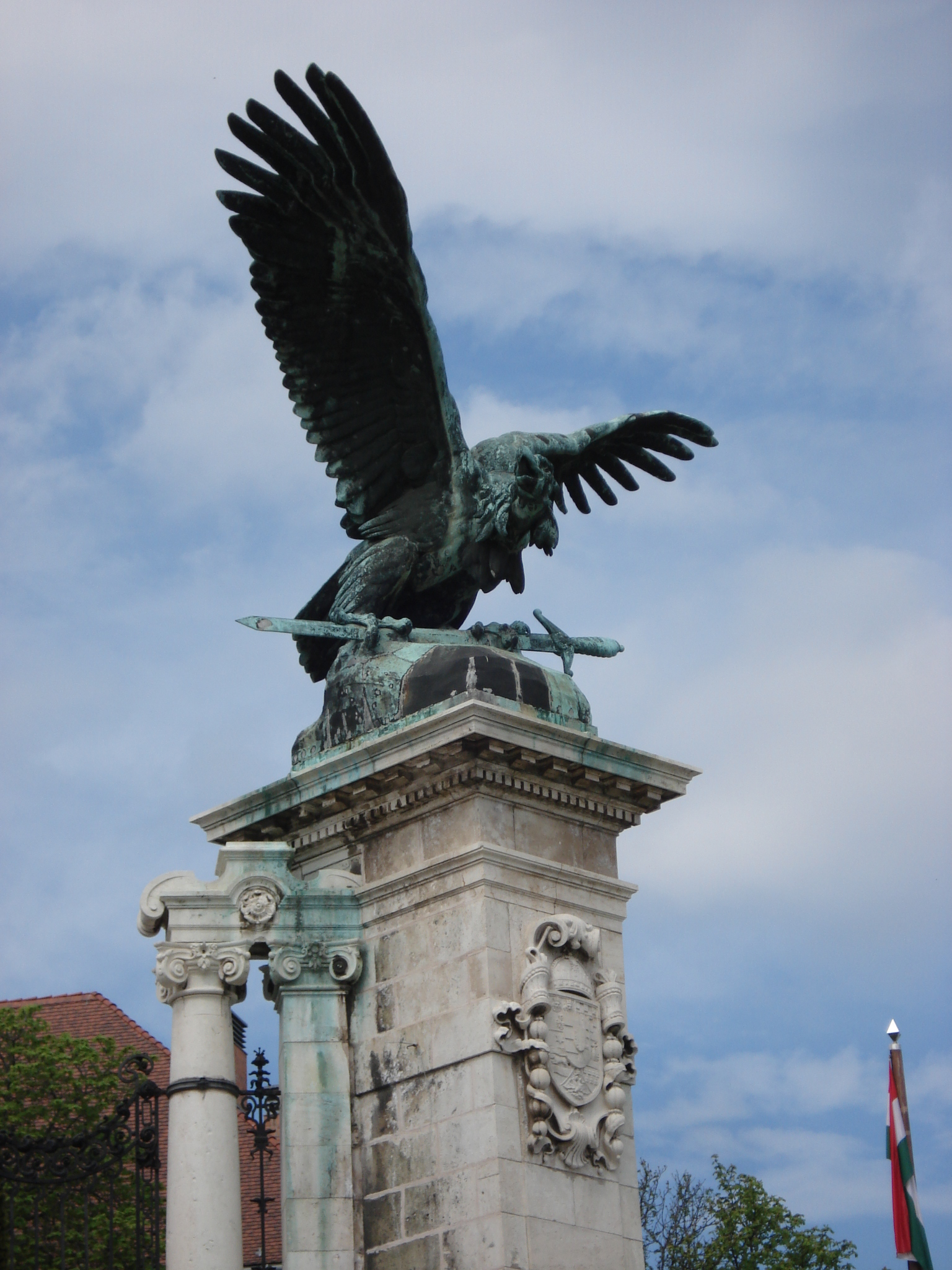
Pomnik Turula na filarze ogrodzenia na terenie zamku Królewskiego w Budapeszcie
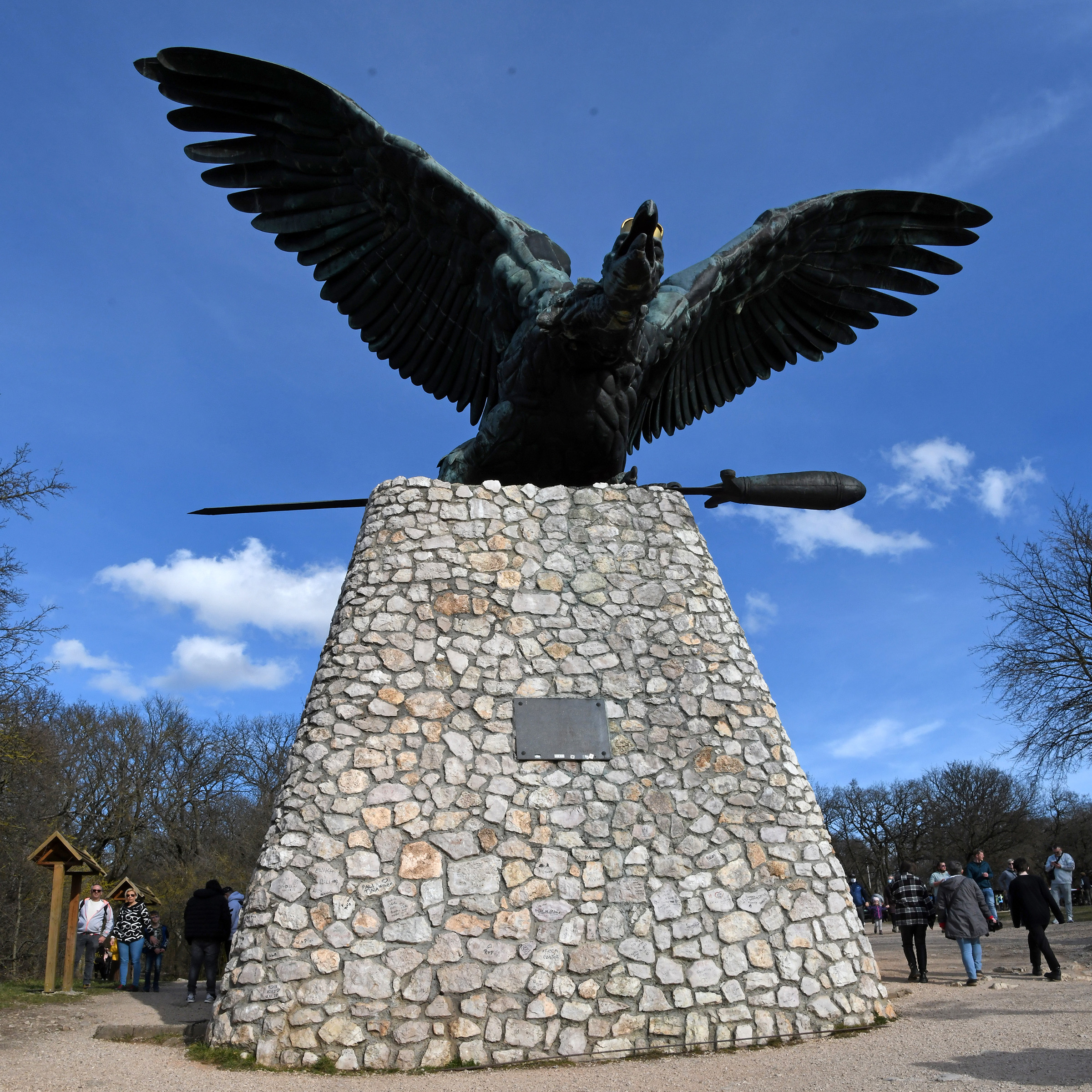
Pomnik Turula w Tatabányi
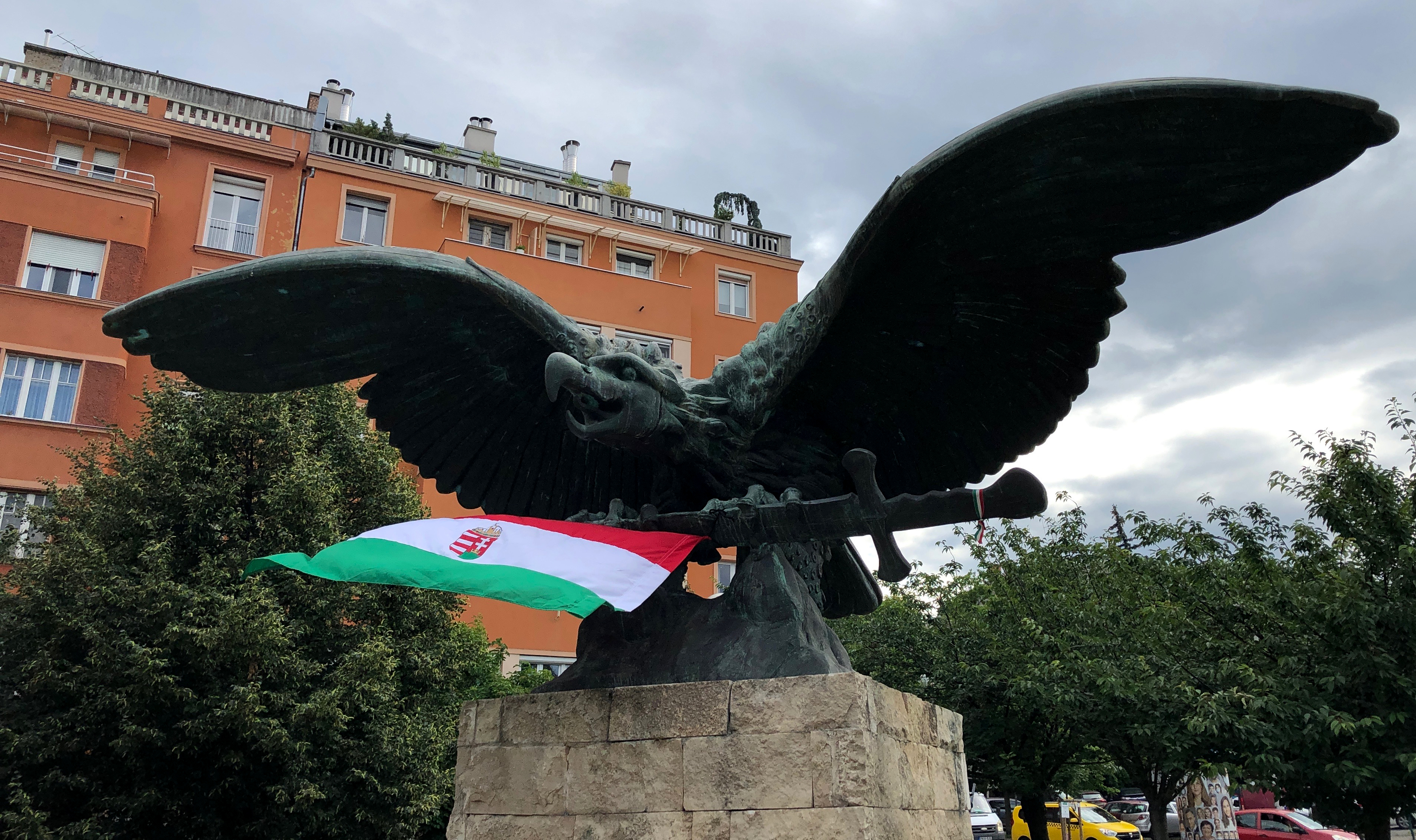
Pomnik Turula w XII dzielnicy Budapesztu
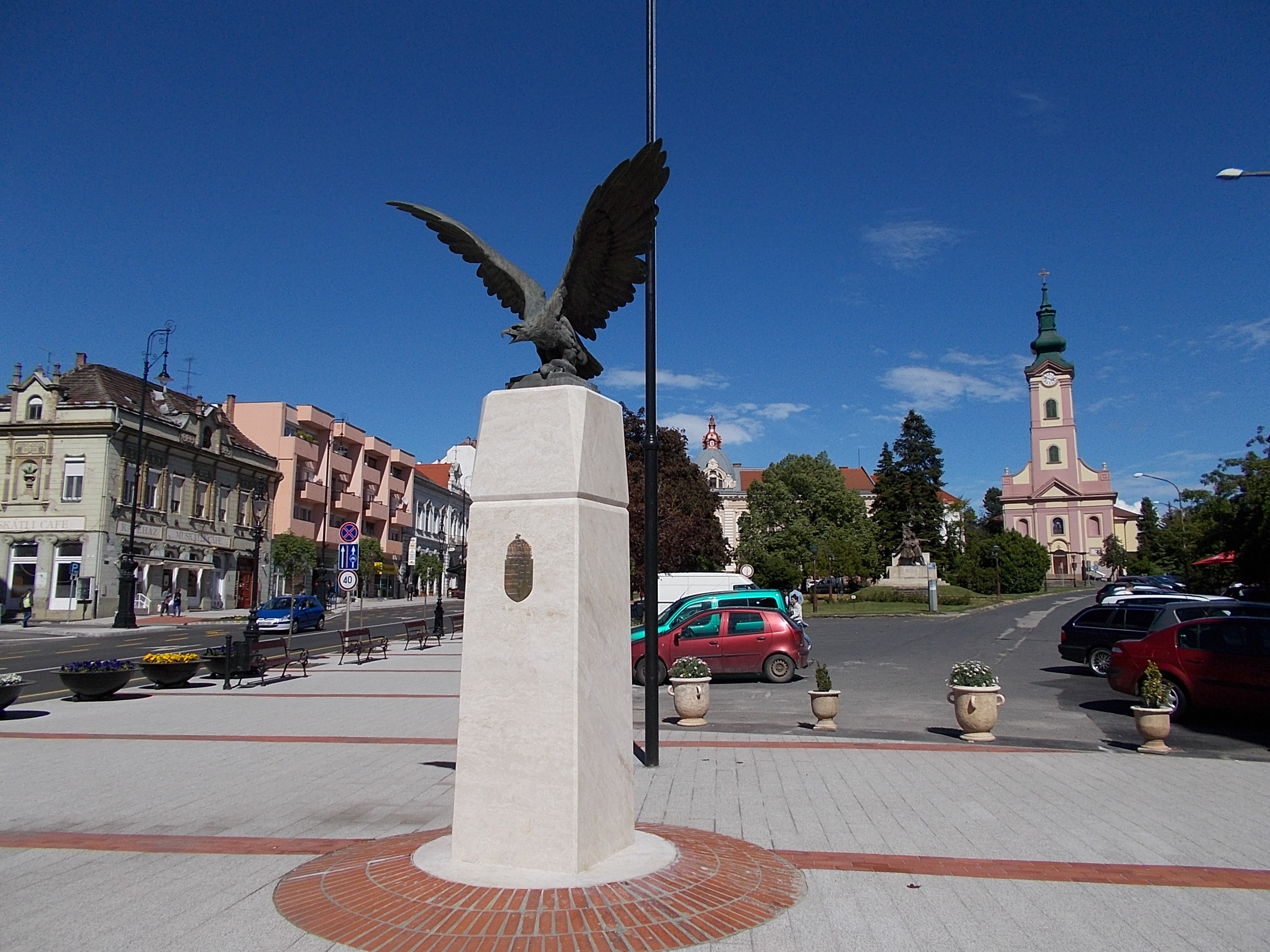
Pomnik Turula w Nagykanizsa
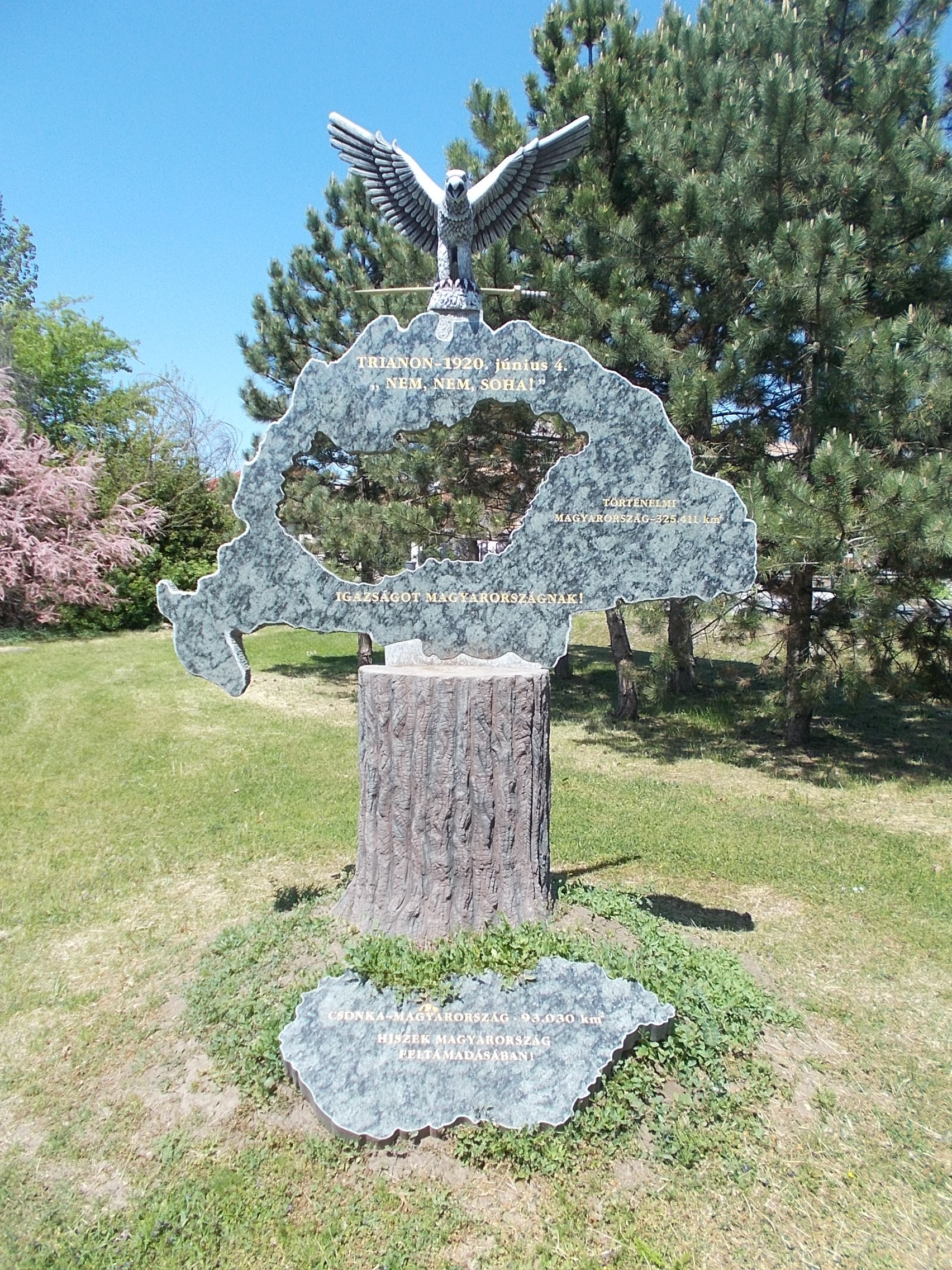
Trianoński pomnik Turula w Velence
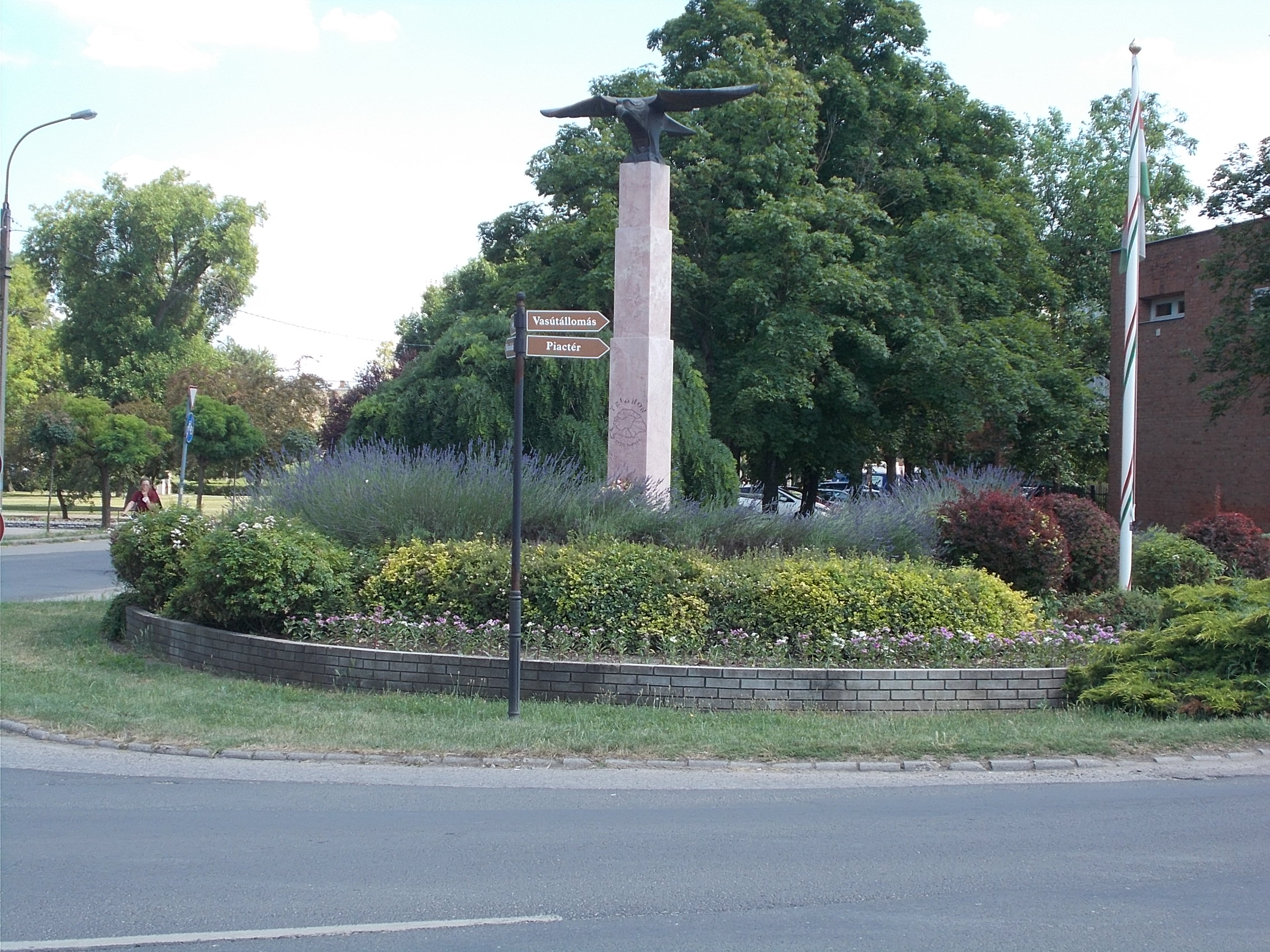
Trianoński pomnik Turula w Nagykáta